# Capiznon

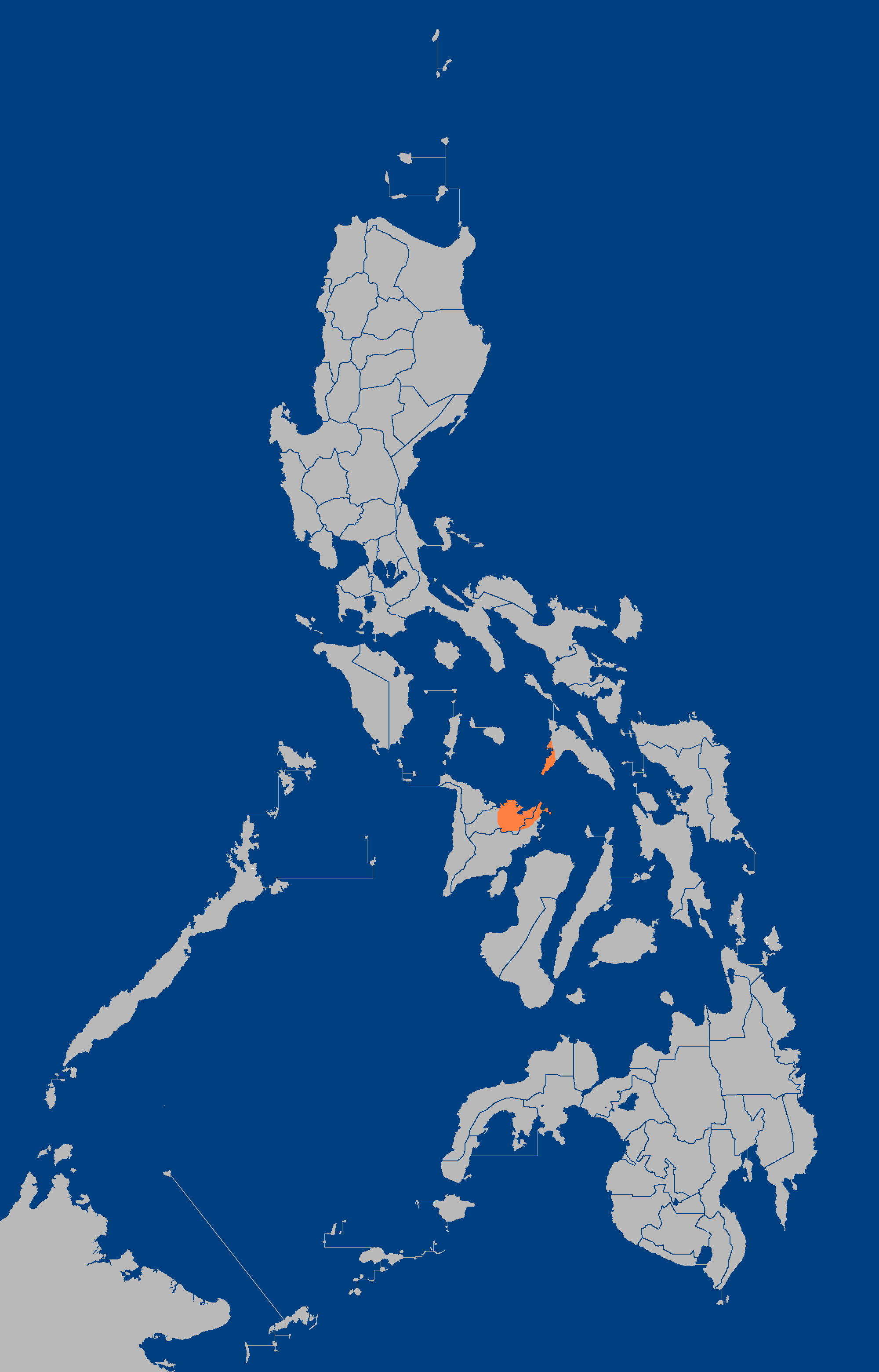
Carte du Capiznon

Le capiznon est une des langues bisayas parlée par 639 000 locuteurs (2000). Également appelée en espagnol capiceño,,, c'est une langue austronésienne, concentrée dans la province de Capiz au nord-est de Panay. Il est souvent confondu avec le hiligaïnon.